# Cercine (araldica)

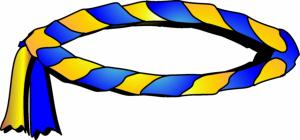
Cercine

Cercine è un termine utilizzato in araldica per indicare delle strisce di stoffa, dei colori dell'arma, attorcigliate, ripiegate a ciambella per collocarle sull'elmo e trattenervi gli svolazzi.

Alcuni araldisti utilizzano il termine "burletto", derivato chiaramente dalla parola francese corrispondente.

La convenzione araldica prevede che le stoffe del cercine siano cordonate nel senso della banda e che se ne blasonino gli smalti solo se sono diversi da quelli dello scudo.